# Rzewnie
Rzewnie – wieś sołecka w Polsce położona w województwie mazowieckim, w powiecie makowskim, w gminie Rzewnie.
W latach 1945–1954 roku siedziba wiejskiej gminy Sielc. W latach 1975–1998 miejscowość administracyjnie należała do województwa ostrołęckiego.
Miejscowość jest siedzibą gminy Rzewnie.
W miejscowości znajduje się kościół, który jest siedzibą parafii św. Jacka. W strukturze kościoła rzymskokatolickiego parafia należy do metropolii białostockiej, diecezji łomżyńskiej, dekanatu Różan.
W okolicach Rzewnia spadły największe okazy meteorytu Pułtuskiego.

## Części wsi
| SIMC    | Nazwa   | Rodzaj     |
| ------- | ------- | ---------- |
| 0519966 | Grabnik | przysiółek |
| 0519972 | Mrozy   | przysiółek |

## Historia
Nazwa wioski Rzewnie etymologicznie związana jest z nazwą, wielkiego obszarowo, lasu: Rzwień. Rozciągał się on na wschód od dolnej części Orzyca i pokrywał m.in. obszar dzisiejszej gminy rzewieńskiej. Wspomina się o nim w Metrykach księstwa mazowieckiego z początków XV w. To samo źródło (1426) wymienia rzekę Łasę, która przepływała przez Rzewnie i pobliską Łaś.
Wieś szlachecka Rzwień położona była w drugiej połowie XVI wieku w powiecie różańskim ziemi różańskiej. Miejscowość (niegdyś Rzwin) pojawia się także w archiwalnych spisach diecezji płockiej z XVIII w. Wspomina się tam o przynależności wioski do ziemi i powiatu różańskiego jak również do tamtejszej parafii.
Na początku XIX w. Rzewnie wzmiankowane jest jako wieś i folwark. Administracyjnie miejscowość należała wówczas do gminy Sielc i w dalszym ciągu do parafii Różan. W 1827 r. wieś liczyła 16 domów i 131 mieszkańców. Według danych statystycznych z 1878 r. folwark Rzewnie swym obszarem obejmował 842 morgi.